# خورشیدگرفتگی ۱۸ اوت ۱۸۶۸
در ۱۸ اوت سال ۱۸۶۸ میلادی یک خورشیدگرفتگی کلی رخ داد. خورشیدگرفتگی هنگامی روی می‌دهد که ماه میان زمین و خورشید جای می‌گیرد. در نتیجهٔ آن بخشی یا همهٔ چهرهٔ خورشید از زمین پوشیده می‌شود. خورشیدگرفتگی کامل هنگامی روی می‌دهد که قطر دیداری ماه از خورشید بیشتر باشد این چنین جلوی همهٔ نور مستقیم خورشید به زمین گرفته می‌شود و روز مانند شب تاریک می‌گردد. خورشیدگرفتگی کلی تنها در یک محدودهٔ کوچک دیده می‌شود در حالی که خورشید گرفتگی جزئی در ناحیه‌ای به پهنای چند هزار کیلومتر قابل دیدن است.

## مشاهدات

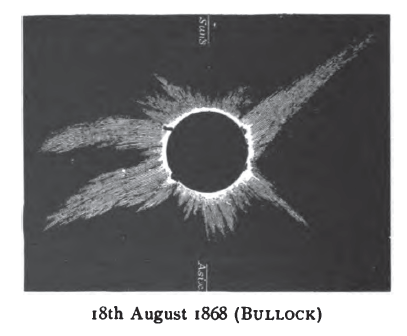

این خورشیدگرفتگی از ناحیهٔ دریای سلب توسط فردی به نام «کاپیتان بولاک» مشاهده شد. وی توانسته بود حلقهٔ نورانی دور خورشید را رسم کند. همچنین در ناحیهٔ عدن هم توسط گوستاو فریچ که در حال مسافرت بود دیده شده بود.

### شناسایی هلیم
ستاره‌شناس فرانسوی ژول ژانسن توانست خورشیدگرفتگی را از گونتور در استان حیدرآباد هندوستان مشاهده کند. این نخستین خورشیدگرفتگی کلی پس از نظریهٔ کریکوف در سال ۱۸۵۹ بود. نظریهٔ کریکوف می‌گفت که خط‌های فرانهوفر در طیف سنجی خورشید مطابق پرتوهایی است که از عنصرهای شیمیایی گوناگون موجود در خورشید به بیرون تابیده می‌شود. به همین دلیل ژانسن خورشیدگرفتگی را با کمک یک طیف‌سنج مشاهده کرد و توانست خط‌هایی به رنگ زرد روشن مربوط به طول موج ۵۸۷٫۴۹ نانومتر را شناسایی کند. پیش از این گمان برده شده بود که این خط‌ها مربوط به سدیم است. او توانست بدون خورشیدگرفتگی هم این خط‌های زرد را شناسایی کند. یک ستاره‌شناس بریتانیایی نام نورمن لاکیر همزمان با ژانسن به همین نتیجه رسیده بود. در ۲۶ اکتبر ۱۸۶۸ نتایج ژانسن و لاکیر و مکاتبات آن دو، در فرهنگستان علوم فرانسه ارائه شد.

### محاسبات مونگکات
رامای چهارم یا مونگکات، شاه سیام (تایلند) از دانش پیشبینی خورشیدگرفتگی برخوردار بود. وی دو سال پیش از رویداد خورشیدگرفتگی توانسته بود محل، هنگامه و گونهٔ آن را شناسایی کند. بر پایهٔ انجمن اخترشناسی تایلند، این خورشیدگرفتگی، «خورشیدگرفتگی شاه سیام» نام گرفت.

## یادداشت
1. ↑  The Indian eclipse, 1898 Report of the expeditions organized by the British ... By Edward Walter Maunder, British Astronomical Association
2. ↑  Standard Encyclopaedia of Southern Africa
3. ↑  Leggett, Hadley (August 18, 2009), Aug. 18, 1868: Helium Discovered During Total Solar Eclipse, wired.com, retrieved 2010-03-18.
4. ↑  C. R. Hebd. Acad. Sci. Paris, 67: 836–41, 1868 http://gallica.bnf.fr/ark:/12148/bpt6k3024c.image.r=comptes-rendus+hebdomadaires+Académie+des+Sciences.f836.langFR {{citation}}: Missing or empty |title= (help).
5. ↑  ๒๐๐ ปี พระบาทสมเด็จพระจอมเกล้าเจ้าอยู่หัว พระบิดาแห่งวิทยาศาสตร์ไทย. (تایلندی )